# Marie-Alice Théard
Marie-Alice Théard (Puerto Príncipe, 3 de agosto de 1948) es una escritora, novelista, ensayista y poeta haitiana.

## Biografía
Hija del farmacéutico Dumont Théard, nació en Puerto Príncipe. Su padre fue encarcelado durante el régimen del dictador Duvalier y nunca se recuperó; otros familiares fueron encarcelados o ejecutados. Asistió a la escuela primaria École Saint-François-d'Assise y al Lycée Philippe Guerrier, ambos en Cayes. Continuó su educación en el Christ the King Secretarial School, pasando a estudiar administración hotelera en La Salle Extension University en Chicago e historia del arte y estética en el Institut français en Haïti en Puerto Príncipe. Théard también estudió relaciones públicas y etiqueta.
Desde 1983, ha sido presentadora y comisaria del Festival Arts en Puerto Príncipe, que ayudó a establecer. También dirige seminarios sobre relaciones públicas y etiqueta. Es presentadora de un programa de televisión cultural semanal Kiskeya, l’île mystérieuse.
Théard ha completado cinco de los siete volúmenes de la serie Petites histoires insolites, que incluye pensamientos, ensayos, poemas y cuentos.
Recibió el Premio Editor del año en 1999 de la Asociación Internacional de Escritores. En 2000, fue nombrada Mujer del Año por el Instituto Biográfico de los Estados Unidos.
Se casó con Jacques Ravix, que también es escritor. La pareja tiene tres hijos.

## Obras seleccionadas
- Cri du Coeur., poetry (1987)
- Au pays du soleil bleu, poesía (1997)
- Au pays des doubles, poèmes et réflexions, poesía y pensamientos  (2000)
- Le temps, paroles à dire, récits, essais critiques et poèmes, poesía y ensayos (2007)
- Star, novela biográfica (2016)